# Kaylin Whitney
Kaylin Whitney (Kissimmee, 9 marzo 1998) è una velocista statunitense.

## Palmarès
| Anno | Manifestazione      | Sede     | Evento        | Risultato | Prestazione | Note                                             |
| ---- | ------------------- | -------- | ------------- | --------- | ----------- | ------------------------------------------------ |
| 2014 | Mondiali U20        | Eugene   | 100 m piani   | Bronzo    | 11"45       |                                                  |
| 2014 | Mondiali U20        | Eugene   | 200 m piani   | Oro       | 22"82       |                                                  |
| 2014 | Mondiali U20        | Eugene   | 4×100 m       | Oro       | 43"46       | Miglior prestazione mondiale stagionale under 20 |
| 2015 | Giochi panamericani | Toronto  | 200 m piani   | Oro       | 22"65       |                                                  |
| 2015 | Giochi panamericani | Toronto  | 4×100 m       | Oro       | 42"58       | Record dei Giochi                                |
| 2021 | Giochi olimpici     | Tokyo    | 4×400 m       | Oro       | 3'16"85     | [ 1 ]                                            |
| 2021 | Giochi olimpici     | Tokyo    | 4×400 m mista | Bronzo    | 3'10"22     | Miglior prestazione personale stagionale         |
| 2022 | Mondiali            | Eugene   | 4×400 m       | Oro       | 3'17"79     | [ 1 ]                                            |
| 2022 | Campionati NACAC    | Freeport | 4x400 m       | Oro       | 3'23"54     | Record dei campionati                            |
| 2022 | Campionati NACAC    | Freeport | 4x400 m mista | Oro       | 3'12"05     | Record dei campionati                            |